# Jeffrey Friedman
Jeffrey Friedman (Los Angeles, Califórnia, 24 de agosto de 1951) é um cineasta, diretor, produtor, escritor e editor. Dirigiu documentário Common Threads: Stories from the Quilt que foi premiado no Oscar 1990. Como reconhecimento, foi nomeado ao Óscar 2019 na categoria de Melhor Documentário por End Game (2018).